# 화기 작동 방식

화기 작동 방식(火氣 作動 方式)은 화기가 약실을 폐쇄하고, 계속적으로 급탄하는 방식을 말한다.

## 재장전 방법

### 자동 재장전 방법

#### 반동 이용식
- 쇼트 리코일 (콜트 M1911, CZ75, 브라우닝 하이파워, HK USP, 글록, 맥심 기관총, M2 기관총, MG42, 배럿 M82)
- 롱 리코일 (브라우닝 자동 산탄총, Femaru STOP Pistol)
- Inertia-locked (베넬리 산탄총)

#### 블로우백/블로우포워드 방식
- 단순 블로우백 (MP 18, MP 40, 우지 기관단총, HK UMP와 같은 많은 수의 기관단총)
- 단순 블로우포워드 (Steyr Mannlicher M1894, Hino-Komuro, Schwarzlose Pistol)

#### 지연 블로우백 방식
- 레버 지연 블로우백 (TKB-517, FAMAS, AA-52)
- 롤러 지연 블로우백 (헤클러&코흐 G3, 헤클러&코흐 G41, HK MP5, HK P9)
- 가스 지연 블로우백 (헤클러&코흐 P7, 슈타이어 GB)

#### 가스 작동식
- 가스 피스톤 방식
  - 쇼트 스트로크 가스 피스톤 방식 (FN FAL, AR-18, 헤클러&코흐 G36, XM8, MP7, SA80, SKS,HK416, DSAR15P, DSAR15PQ)
  - 롱 스트로크 가스 피스톤 방식 (M1 개런드, AK-47, AK-74, FN FNC, SIG SG550, K2 소총)
- 가스 직동식 (AR-15, M16, AG-42)

##### 가스 작동식에서의 약실 폐쇄 방법
- 회전 노리쇠 방식 (rotating bolt) : M16 소총, AK-47, K2 소총, 데저트 이글
- 틸팅 볼트 방식 (tilting bolt, tilt-locking bolt) :브라우닝 자동 소총, FN FAL, FN MAG, StG44

### 수동 재장전 방법

#### 후장식 수동 탄창 급탄
- 레버 액션
- 펌프 액션
- 볼트 액션

### 외부 동력 이용식
- 개틀링 방식

## 장전 방식
- 클로즈드 볼트 (대부분의 자동소총)
- 오픈 볼트 (다수의 기관총 및 기관단총)

## 급탄 방식
- 고정식 탄창
  - 다연발 클립 사용 삽탄 (Kar98k, M1 개런드, SKS 시모노프)
  - 한 발씩 삽탄 (대부분의 펌프 액션 산탄총)
- 탈착식 탄창 (대부분의 전투소총, 돌격소총, 자동권총, 기관단총. 몇몇 경기관총)
- 탄띠 급탄식 (대다수의 기관총)

## 화기의 기능 순환
|  |  |
|  |  |
|  |  |
|  |  |

## 같이 보기
- 방아쇠